# Bardenburg
Die Bardenburg, auch Sachsenwall genannt, ist eine frühmittelalterliche Wallburg auf dem Reremberg am Nordrand des Teutoburger Waldes südlich der Stadt Georgsmarienhütte im niedersächsischen Landkreis Osnabrück.

## Geschichte
Die Gestalt der zweiteiligen Anlage spricht für eine Datierung in das späte Frühmittelalter bzw. in die Karolingerzeit. In einer älteren Bauphase wurde die komplette Anlage aus Haupt- und Vorburg errichtet. In einer zweiten Phase wurde der zu einer Höhe von 0,8 m zerflossene Wall mit Ausnahme eines kurzen Stücks am südlichen Steilhang wieder aufgebaut. Am Osttor wurde der umgebende Graben vertieft und verbreitert, das Tor selbst ist wahrscheinlich zu einem Kammertor ausgebaut worden. In ihrer ältesten urkundlichen Erwähnung wird die Bardenburg um 1184 von Graf Simon I. von Tecklenburg dem 1170 gegründeten Kloster Oesede übereignet. Dies wurde gemeinhin als Datierungsanhalt für die jüngere Phase der Befestigung angenommen. Sichere Indizien dafür fehlen aber.
Die Erforschung der Burg begann 1891 mit einem von Carl Schuchhardt durchgeführten Wallschnitt. 1910 folgte eine weitere Grabung durch Friedrich Knoke. 1984/85 fand eine Ausgrabung der Kreisarchäologie Osnabrück unter der Leitung von Wolfgang Schlüter statt. Bei keiner der Grabungen kamen datierende Funde zutage.

## Beschreibung
Die ungefähr ovale Wallburg ist ca. 260 m lang und 100 m breit. Ein Querwall trennt eine kleinere Hauptburg im Osten von einer größeren Vorburg im Westen. Toranlagen sind in der Mitte der Nordseite der Vorburg, im Osten der Hauptburg und in der Mitte des Querwalls zu erkennen. Das Tor im Vorburgwall war ein einfacher Durchlass, das Osttor war vermutlich als Kammertor konstruiert.
In der ersten Phase bestand der Wall aus einer Holz-Erde-Konstruktion, wobei die Vorderfront mit in großen Abständen stehenden Holzpfosten verstärkt war. Dem Wall war ein 2–3 m breiter und 1 m tiefer Spitzgraben vorgelagert. Die rampenartige Hinterschüttung des Walls war ca. 5 m breit. In der zweiten Phase wurde der zerfallene Wall mit Bleichsand, der stark mit anstehendem Gestein durchsetzt war, erhöht. Heute sind die Wälle noch 10 m breit und  ca. 2,0 m hoch erhalten. Sehr wahrscheinlich hat auf der Krone eine Brustwehr gestanden.